# BeIN Sports
beIN Sports，中文媒体通常称作“贝因体育”、“拜因体育”，或沿用其旧称“半岛电视台体育频道”，是一家面向全球播出的体育电视网，为卡塔尔beIN Media Group所拥有，原为半岛媒体集团旗下的“半岛电视台体育频道”（Al Jazeera Sports），2012年在法国开始使用“beIN Sport”作品牌名称开始播放节目，2014年，与面向阿拉伯世界播放的半岛体育台系列频道合并成立BeIN Media Group，现已与半岛电视台不再有关联，但BeIN Media Group却是半岛媒体集团旗下公司。

## 历史
2003年11月，半岛电视台开办了体育频道，面向阿拉伯国家免费播出，并在2004年首次向卡塔尔观众全程转播了雅典奥运会的赛事。2011年，半岛电视台体育频道开始大力拓展欧美市场，并于当年12月获得了2012年、2016年欧洲杯足球赛以及2012年至2015年欧冠联赛在法国的转播权，同时也获得了法甲联赛的转播权。2012年，半岛电视台在法国推出了“beIN Sport”频道，通过Canal+旗下的Canalsat平台播出。2014年1月1日，半岛电视台体育频道正式从半岛媒体集团独立出来，由新成立的beIN Media Group管理，并将旗下频道全部更名为“beIN Sports”。

## 概要
beIN Sports总部位于卡塔尔多哈，拥有众多体育频道和内容服务平台，覆盖范围包括中东、北非、法国、北美、亚洲及澳洲。beIN Sports拥有多个针对不同地区的版本，使用多个频道及多种语言播出体育赛事及相关资讯，并提供独家独版内容。旗下部分频道免费播出，并通过卫星电视、有线电视及网络电视向全球播出。
目前beIN Sports在全世界主要有如下分支：
- beIN Sports MENA（英语：beIN Sports (Middle East TV channel)）：总部位于卡塔尔多哈，面向中东及北非播出，前身为2003年开播的半岛电视台体育频道[6]。
- beIN Sports France（英语：beIN Sports (France)）：总部位于法国巴黎，面向法国播出，2012年开播。
- beIN Sports USA（英语：beIN Sports (USA)）：总部位于美国迈阿密，面向美国播出，2012年开播。
- beIN Sports Canada（英语：beIN Sports (Canada)）：总部位于加拿大多伦多，面向加拿大播出，2014年开播。
- beIN Sports Australia（英语：beIN Sports (Australia)）：总部位于澳大利亚悉尼，面向澳洲、新西兰及南太平洋地区播出，前身为2007年开播的Setanta Sports Australia（英语：Setanta Sports）。

除上述分支机构之外，beIN Sports还在泰国、马来西亚、印度尼西亚、香港等地通过当地电视业者播出。
另外，beIN Sports还开通了被称为“beIN CONNECT”的OTT平台，观众可通过PC、Xbox及PlayStation等设备观看beIN Sports的节目，该服务目前面向中东、北非、法国、西班牙及北美的观众提供服务。2022年9月，beIN Sports CONNECT正式上架在马来西亚Astro Ultra Box及TM Unifi。